# Le Moujik et sa femme
Albums de Jean-Louis Murat
Mustango
(1999) Lilith
(2003)
Le Moujik et sa femme est un album de Jean-Louis Murat sorti le 25 mars 2002 sur le label Labels de Virgin Records.

## Historique
L'écriture de cet album s'est déroulé dans le contexte des attentats du 11 septembre 2001 et de la lecture par Jean-Louis Murat des œuvres de Nietzsche.
Le 14 décembre 2018, l'album est réédité en version vinyle remasterisée agrémentée de quatre titres inédits sur le label PIAS.

## Liste des titres de l'album
| No  | Titre              | Durée |
| --- | ------------------ | ----- |
| 1.  | L'Amour qui passe  | 4:08  |
| 2.  | L'Au-delà          | 4:22  |
| 3.  | Foule romaine      | 4:01  |
| 4.  | Hombre             | 5:43  |
| 5.  | Libellule          | 3:01  |
| 6.  | Baby Carni Bird    | 5:29  |
| 7.  | Ceux de Mycènes    | 3:53  |
| 8.  | Molly              | 4:30  |
| 9.  | Le Monde intérieur | 4:51  |
| 10. | Vaison-la-Romaine  | 5:09  |
| 11. | Le Tremplin        | 2:39  |

### Titres bonus réédition vinyle 2018
| No  | Titre                                        | Durée |
| --- | -------------------------------------------- | ----- |
| 12. | L'Amour qui passe (remix)                    | 4:08  |
| 13. | La Surnage dans les tourbillons d'un steamer | 7:24  |
| 14. | Royal Cadet                                  | 7:24  |
| 15. | Je ne saurais dire ce qui me plait           | 2:50  |

## Musiciens ayant participé à l'album
- Fred Jimenez - basse
- Les Rancheros
- Jean-Marc Butty - batterie

## Réception critique
Arnaud Viviant, critique habituellement très favorable à Jean-Louis Murat, laisse transparaître dans Les Inrocks une nette déception, voire une désillusion, quant à cet album soulignant toutefois la qualité du titre Ceux de Mycènes.